# Olympische Sommerspiele 1980/Teilnehmer (Botswana)
| Gelbes Symbol für Goldmedaillen mit stilisierten Olympischen Ringen | Graues Symbol für Silbermedaillen mit stilisierten Olympischen Ringen | Braundes Symbol für Bronzemedaillen mit stilisierten Olympischen Ringen |
| ------------------------------------------------------------------- | --------------------------------------------------------------------- | ----------------------------------------------------------------------- |
| —                                                                   | —                                                                     | —                                                                       |

Botswana nahm an den Olympischen Sommerspielen 1980 in Moskau, Sowjetunion, mit einer Delegation von sieben Sportlern (allesamt Männer) teil. Es war die erste Teilnahme Botswanas an Olympischen Spielen.

## Teilnehmer nach Sportarten

### Leichtathletik
- Robert Chideka
5000 Meter: Vorläufe

- Lucien Josiah
100 Meter: Vorläufe
200 Meter: Vorläufe

- Wilfred Kareng
400 Meter Hürden: Vorläufe

- Ishmael Mhaladi
1500 Meter: Vorläufe

- Golekane Mosveu
10.000 Meter: Vorläufe

- Langa Mudongo
800 Meter: Vorläufe

- Joseph Ramotshabi
400 Meter: Vorläufe